# Pierre Racine (haut fonctionnaire)
Pour les articles homonymes, voir Pierre Racine (historien) et Racine.
Pierre Racine, né le 4 juillet 1909 à Tunis et mort le 7 août 2011 dans le 19e arrondissement de Paris, est un haut fonctionnaire français.

## Biographie
Issu d'une famille d'industriels marseillais, Pierre Racine est diplômé d'études supérieures en droit public et en économie politique. Il est reçu en 1935, au concours de l'auditorat au Conseil d'Etat, où il siègera jusqu'en 1978. Mobilisé, il est fait prisonnier en juin 1940 et passe cinq ans en captivité en Allemagne.
Cofondateur de l'École nationale d'administration en 1946, il en a été le directeur des stages de 1945 à 1956, puis le directeur de 1969 à 1975.
Il a été directeur de cabinet du Premier ministre Michel Debré de 1959 à 1962, puis chargé, à partir de 1963, de la construction et de l'aménagement des stations balnéaires et touristiques du Languedoc (par exemple : La Grande-Motte) et du Roussillon, en tant que président de la Mission interministérielle pour l'aménagement du littoral Languedoc-Roussillon,  surnommée « Mission Racine ».
Pierre Racine fut pendant trente-huit ans, le président du Service social familial nord-africain (SSFNA),  association devenue en 1979 l'Association service social familial migrants (Assfam). 
Il est père de six enfants.
Il est le frère du secrétaire particulier du maréchal Philippe Pétain, Paul Racine, et le père du conseiller d'État Pierre-François Racine et du conseiller maître à la Cour des comptes et écrivain Bruno Racine.

## Ouvrages
- Mission impossible ? : l'aménagement touristique du littoral Languedoc-Roussillon, Montpellier, "Midi Libre", coll. « Collection Témoignages » (no 1), 1980, 293 p., 21 × cm (OCLC 300163798, BNF 34674017, SUDOC 000474061)
- Rapport au Ministre de l'économie et des finances sur l'évolution et la modernisation des caisses d'épargne 56 p. Paris, Imp. nationale, 1968

## Décorations
- Grand officier de la Légion d'honneur en 1988[6]